# Gzheliense
| Era Eratema | Periodo Sistema | Periodo Sistema                 | Época Serie       | Edad Piso                    | Inicio, en millones de años |
| ----------- | --------------- | ------------------------------- | ----------------- | ---------------------------- | --------------------------- |
| Paleozoico  | Pérmico         | Pérmico                         | Pérmico           | Pérmico                      | 298,9±0,15                  |
| Paleozoico  | Carbo- nífero   | Pensil- vánico Pennsyl- vaniano | Superior/Tardío   | Gzheliense Gzheliano         | 303,7±0,1                   |
| Paleozoico  | Carbo- nífero   | Pensil- vánico Pennsyl- vaniano | Superior/Tardío   | Kasimoviense Kasimoviano     | 307,0 ±0,1                  |
| Paleozoico  | Carbo- nífero   | Pensil- vánico Pennsyl- vaniano | Medio             | Moscoviense Moscoviano       | 315,2±0,2                   |
| Paleozoico  | Carbo- nífero   | Pensil- vánico Pennsyl- vaniano | Inferior/Temprano | Bashkiriense Bashkiriano     | 323,4±0,4                   |
| Paleozoico  | Carbo- nífero   | Misisípico Mississi- ppiano     | Superior/Tardío   | Serpukhoviense Serpukhoviano | 330,3±0,4                   |
| Paleozoico  | Carbo- nífero   | Misisípico Mississi- ppiano     | Medio             | Viseense Viseano             | 346,7±0,4                   |
| Paleozoico  | Carbo- nífero   | Misisípico Mississi- ppiano     | Inferior/Temprano | Tournaisiense Tournaisiano   | 358,86±0,19                 |
| Paleozoico  | Devónico        | Devónico                        | Devónico          | Devónico                     | 419,62±1,36                 |
| Paleozoico  | Silúrico        | Silúrico                        | Silúrico          | Silúrico                     | 443,1±0,9                   |
| Paleozoico  | Ordovícico      | Ordovícico                      | Ordovícico        | Ordovícico                   | 486,8 ±1,5                  |
| Paleozoico  | Cámbrico        | Cámbrico                        | Cámbrico          | Cámbrico                     | 538,8±0,6                   |

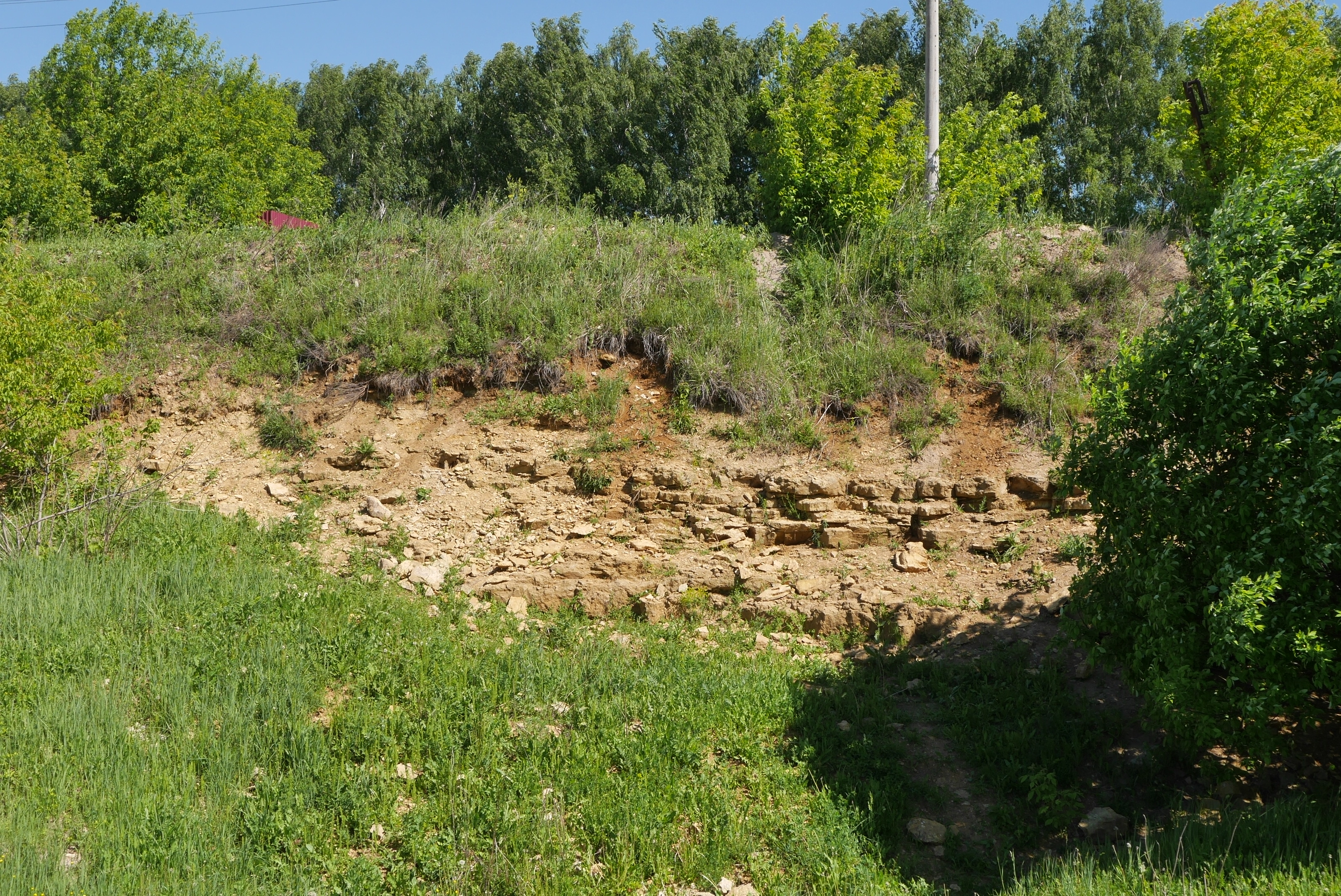
Estratotipo original (obsoleto) del Gzheliense en Gzhel, Rusia.

El Gzheliense o Gzheliano es el segundo y último piso y edad del Pensilvánico Superior/Tardío, y por tanto del Pensilvánico y del Carbonífero, en la escala temporal geológica. Sucede al Kasimoviense y precede al Asseliense (primer piso del Pérmico). Se inició hace unos 303,7 millones de años y terminó hace unos 298,9 millones de años.
El Gzheliense es más o menos coetáneo con el Estefaniense de la estratigrafía regional de Europa.
El Gzheliense se introdujo en la literatura científica por el paleontólogo y geólogo ruso Serguéi Nikitin en 1890. El nombre procede de la población de Gzhel, cerca de la ciudad de Rámenskoye, no muy lejos de Moscú (Rusia).

## Sección estratotipo y punto de límite global (GSSP)
La sección estratotipo y punto de límite global (GSSP) para la base del Gzheliense está pendiente de definir por la por la Comisión Internacional de Estratigrafía. Se caracteriza provisionalmente por la primera aparición del conodonto Idiognathodus simulator y próximo a la primera aparición del género de goniatites Shumardites.
El techo del Gzheliense se define por el GSSP de la base del Asseliense, y por tanto del Pérmico, que se caracteriza por la primera aparición del conodonto Streptognathodus isolatus.

## Bioestratigrafía
El Gzheliense está subdividido en cinco biozonas de conodontos:
- Zona Streptognathodus wabaunsensis y Streptognathodus bellus.
- Zona Streptognathodus simplex.
- Zona Streptognathodus virgilicus.
- Zona Streptognathodus vitali.
- Zona Streptognathodus simulator.